# The Turmoil (film, 1924)
Pour plus de détails, voir Fiche technique et Distribution.
The Turmoil est un film américain réalisé par Hobart Henley, sorti en 1924. C'est la deuxième adaptation au cinéma du roman de Booth Tarkington.

## Synopsis
James Sheridan, Sr. est un industriel important dans sa ville. Il veut que ses trois fils lui ressemblent. Jim, Jr. est disposé à le soutenir. Roscoe est accaparé par sa femme passionnée, égoïste et fauteuse de troubles, Sybil. Bibbs n’est absolument pas intéressé, étant de nature artiste et se souciant peu de l'industrie. Une autre famille, de position sociale élevée mais ruinée, vit près des Sheridans. Mary Vertrees, la fille, juge nécessaire de se marier avec Jim Sheridan, Jr., pour sauver sa famille de la disgrâce financière. Une catastrophe survient dans le gigantesque programme de construction d'entrepôts de Jim Sheridan, Jr. qui est tué. Le père se tourne alors vers ses autres fils.

## Fiche technique
- Réalisation : Hobart Henley
- Scénario : Edward T. Lowe, Jr. d'après le roman The Turmoil de Booth Tarkington[1]
- Producteur : Carl Laemmle
- Photographie : Charles Stumar
- Montage : Daniel Mandell
- Genre : Drame[2]
- Distributeur : Universal Pictures
- Durée : 7 bobines
- Date de sortie : 14 septembre 1924

## Distribution

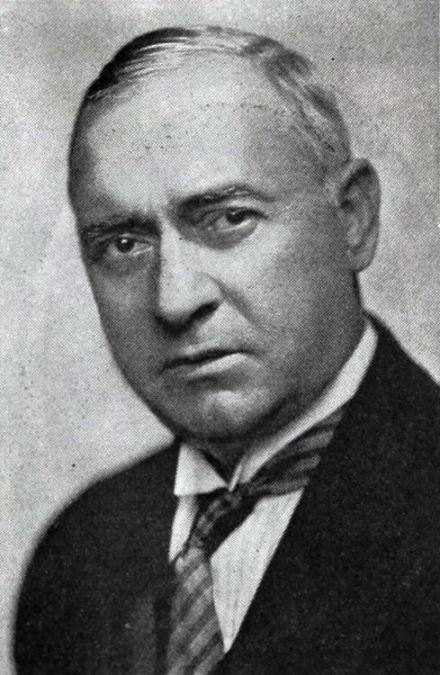
Emmett Corrigan.

- Emmett Corrigan : James Sheridan, Sr.
- George Hackathorne : Bibbs Sheridan
- Edward Hearn : Roscoe Sheridan
- Theodore von Eltz : James Sheridan, Jr.
- Eileen Percy : Sybil, Mrs. Roscoe Sheridan
- Pauline Garon : Edith Sheridan
- Eleanor Boardman : Mary Vertrees
- Winter Hall : Henry Vertrees
- Kitty Bradbury : Mrs. Henry Vertrees
- Kenneth Gibson : Bobby Lamhorn
- Victory Bateman : Mrs. James Sheridan
- Bert Roach  (non crédité)